# Pont del Molí d'Ingla
El pont del Molí d'Ingla o Pont de l'Ingla és un pont de Lladurs (Solsonès) inclòs a l'Inventari del Patrimoni Arquitectònic de Catalunya.

## Descripció

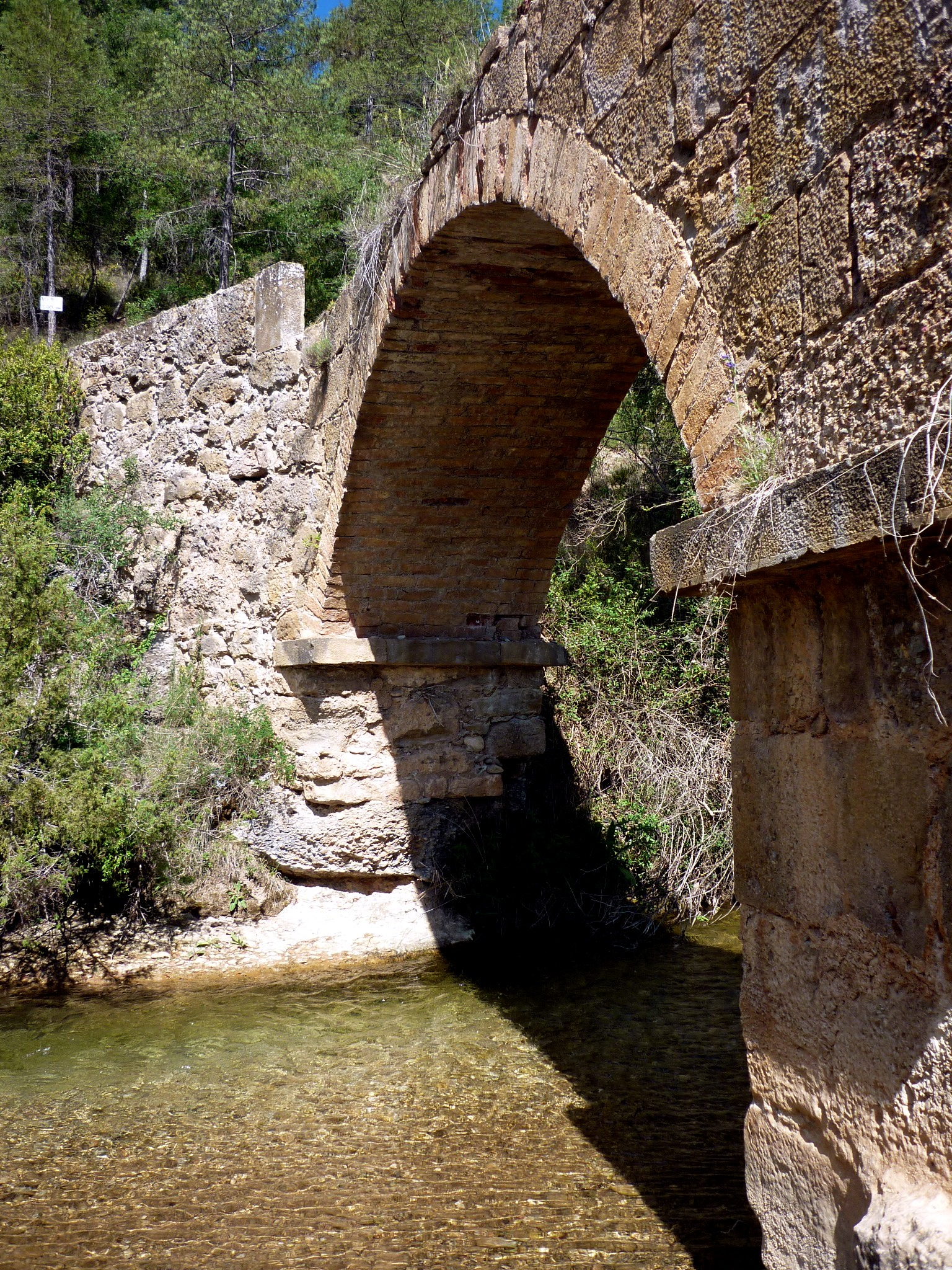
Arc principal

Pont de 3 arcs, està fet amb pedra i maons, pla, dona pas al Molí. Passa sobre la Ribera Salada, afluent per l'esquerra del Segre.
Per anar-hi cal prendre la pista asfaltada, senyalitzada com "Camí de Querol", que surt del punt quilomètric 91,8 de la carretera C-26, enfront del Molí de Querol (42° 01′ 33″ N, 1° 24′ 00″ E / 42.025789°N,1.399935°E). La pista remunta el marge esquerre de la Ribera Salada i, en deixar la urbanització del Pla dels Roures, als 2,6 km, el pont queda a l'esquerra. Està indicat.